# Katibu di Shon
Katibu di Shon is de eerste opera in het Papiaments. Het werd geschreven op initiatief van de op Curaçao geboren operazangeres Tania Kross en werd gepresenteerd door de Nederlandse Reisopera. De opera is van Randal Corsen en is gebaseerd op de novelle Katibu di Shon (1988) van Carel de Haseth en zijn bewerking hiervan in een libretto. Haar wereldpremière vond op 1 juli 2013 plaats in het Stadsschouwburg in Amsterdam ter gelegenheid van de viering van 150 jaar officiële afschaffing van de slavernij in Suriname en in Curaçao en Onderhorigheden. Het Radio Philharmonisch Orkest begeleidde de zangers: mezzosopraan Tania Kross (slavin Anita), bariton Peter Braithwaite (slaaf Luis) en tenor Jeroen de Waal (slaafeigenaar Wilmu) en het slavenkoor.
Katibu di Shon is het verhaal van twee vrienden die samen opgroeiden op Curaçao, slaafeigenaar (shon) Wilmu en zijn slaaf Luis, en van hun beider liefde voor de slavin Anita. Deze driehoeksverhouding mondde uit in een dramatische confrontatie, terwijl er op de achtergrond een slavenopstand broeide, die op 17 augustus 1795 uitbarstte en met veel geweld werd neergeslagen.
Voor dit operastuk ontvingen Tania Kross, Randal Corsen en Carel de Haseth in 2013 de Boeli van Leeuwenprijs.